# زبان کومی-پرمیاکی
زبان کومی-پرمیاکی یک متغیر فراگیر منطقه‌ای از زبان کومی است. این زبان وابسته به خانوادهٔ زبان‌های اورالی است و با زبان اودمورت نزدیکی دارد. این زبان در سرزمین پرم روسیه رواج دارد و در اکروگ کومی-پرمیاک در کنار روسی یک زبان رسمی است. برای نگارش آن از الفبای سیریلیک بهره می‌برند.